# Karl ten Brink
Karl ten Brink (* 20. Januar 1827 in Courcelles-sur-Aire; † 3. Dezember 1897 in Arlen bei Singen) war ein deutscher Ingenieur, Unternehmer und Erfinder.

## Leben
Karl ten Brink besuchte zunächst die Schule in Bar-le-Duc, danach das Gymnasium in Saarbrücken. Nach dem Studium am Polytechnikum Karlsruhe arbeitete er teils als Arbeiter, teils als Zeichner für Maschinenfabriken in Paris. Ende der 1840er-Jahre wurde er Vorstand der Eisenbahnwerkstätte der Französischen Ostbahn in Montigny. In dieser Position unternahm ten Brink erste Versuche zur kohlensparenden Befeuerung von Lokomotiven, die später nach ihm benannt wurde. 1861 wurde er Teilhaber der 1837 gegründeten Spinnerei und Weberei in Arlen. Dort entwickelte er Vorrichtungen zur Befeuchtung von Frischluft für die Spinn- und Websäle. 
Karl ten Brink erbrachte für die Arbeiterinnen und Arbeiter seines Unternehmens zahlreiche Sozialleistungen. Er richtete Kantinen ein und schuf Arbeiterwohnungen in den Dörfern im Umfeld der Fabrik. Es wurden mehrere Schulen erbaut und ein Krankenhaus mit anschließendem Sanatorium eingerichtet. Er stellte einen Fonds für kinderreiche Familien zur Verfügung und schuf ein Gratifikationssystem für Arbeiterinnen und Arbeiter mit längerer Betriebszugehörigkeit.
Karl ten Brink führte den Ehrentitel eines großherzoglich badischen Kommerzienrats. 1883 erhielt er das Ritterkreuz I. Klasse des Ordens vom Zähringer Löwen.